# Síndrome de la vena cava superior
El síndrome de la vena cava superior es usualmente el resultado de la obstrucción directa de la vena cava superior por el efecto compresivo de masas tumorales, ya sea de origen pulmonar, tímica o de linfoadenopatías mediastínicas. El caso más común corresponde a cáncer broncogénico.

## Síntomas y signos
La disnea es el síntoma más precoz, acompañado posteriormente de edema e hinchazón a nivel facial y del brazo.
Tos, Disnea, Dolor torácico, Disfagia, Cianosis, Congestión, Cefalea, Mareo
Triada:
- 1.Circulación colateral toracobraquial.
- 2.Edema en esclavina.
- 3.Cianosis Facial

## Causas
La causa más común del síndrome de vena cava superior son las neoplasias, como por ejemplo: el carcinoma broncogénico incluyendo el de células pequeñas y carcinoma de pulmón de células no pequeñas, el linfoma de Burkitt, linfoma linfoblástico, pre-linaje de células T leucemia linfoblástica aguda (rara), las leucemias agudas y otras. También puede ocurrir como resultado de la trombosis en la vena cava superior, aunque esto es menos común (aproximadamente el 35% debido al uso de dispositivos intravasculares).

## Tratamiento
El tratamiento puede ser médico-quirúrgico, en este caso, ir directamente en búsqueda de la causa subyacente, y según esta, optar por la conducta terapéutica más adecuada. Los glucocorticoides (como prednisona o metilprednisolona) disminuye la respuesta inflamatoria a la invasión tumoral y el edema que rodea el tumor. Además, los diuréticos se utilizan para reducir el retorno venoso al corazón, que alivia el aumento de la presión, esta última opción, resulta útil independiente de la causa que provoca la oclusión de la cava superior.

## Pronóstico
En el caso de ser secundario a neoplasia, los síntomas suelen aliviarse con terapia de radiación dentro de un mes de tratamiento. Sin embargo, incluso con tratamiento, el 90% de los pacientes mueren dentro de dos años y medio.